# 大钱

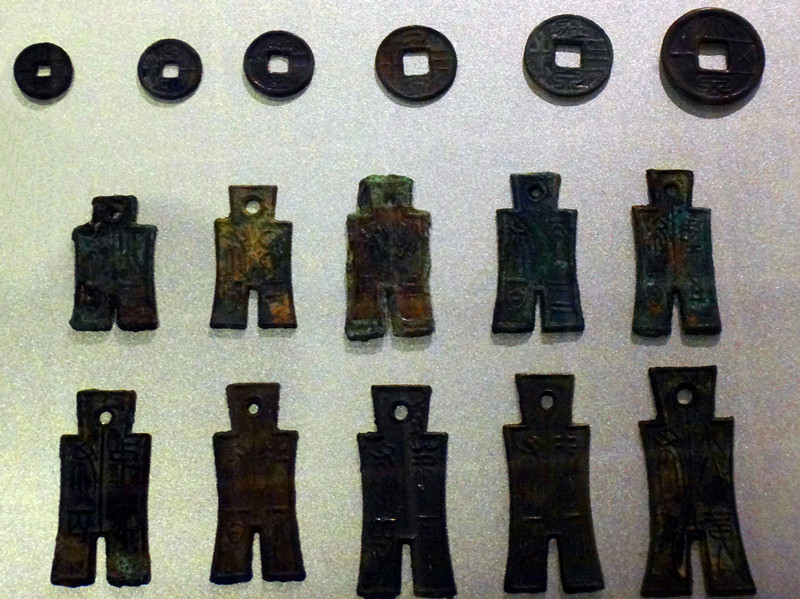
王莽第三次货币改革时发行的六泉十布

大钱，中国钱币学术语，中国古代铜钱的最小计量单位为“文”，标准重量的铜钱称小平钱，价值为一文，币值大于一文的铜钱称大钱。西汉以后各朝代均曾铸造发行大钱，种类复杂，有当二、当三、当五、当十、当五十、当百等等，甚至有当千及以上的。总体而言，大钱的铸造量远小于小平钱，发行大钱可能出于“子母相权”的考虑，或为了敛财，也可能是因为财政紧张、铜料紧缺。中国古代每当铸发大钱，往往伴随着通货膨胀和经济秩序混乱。

## 历史

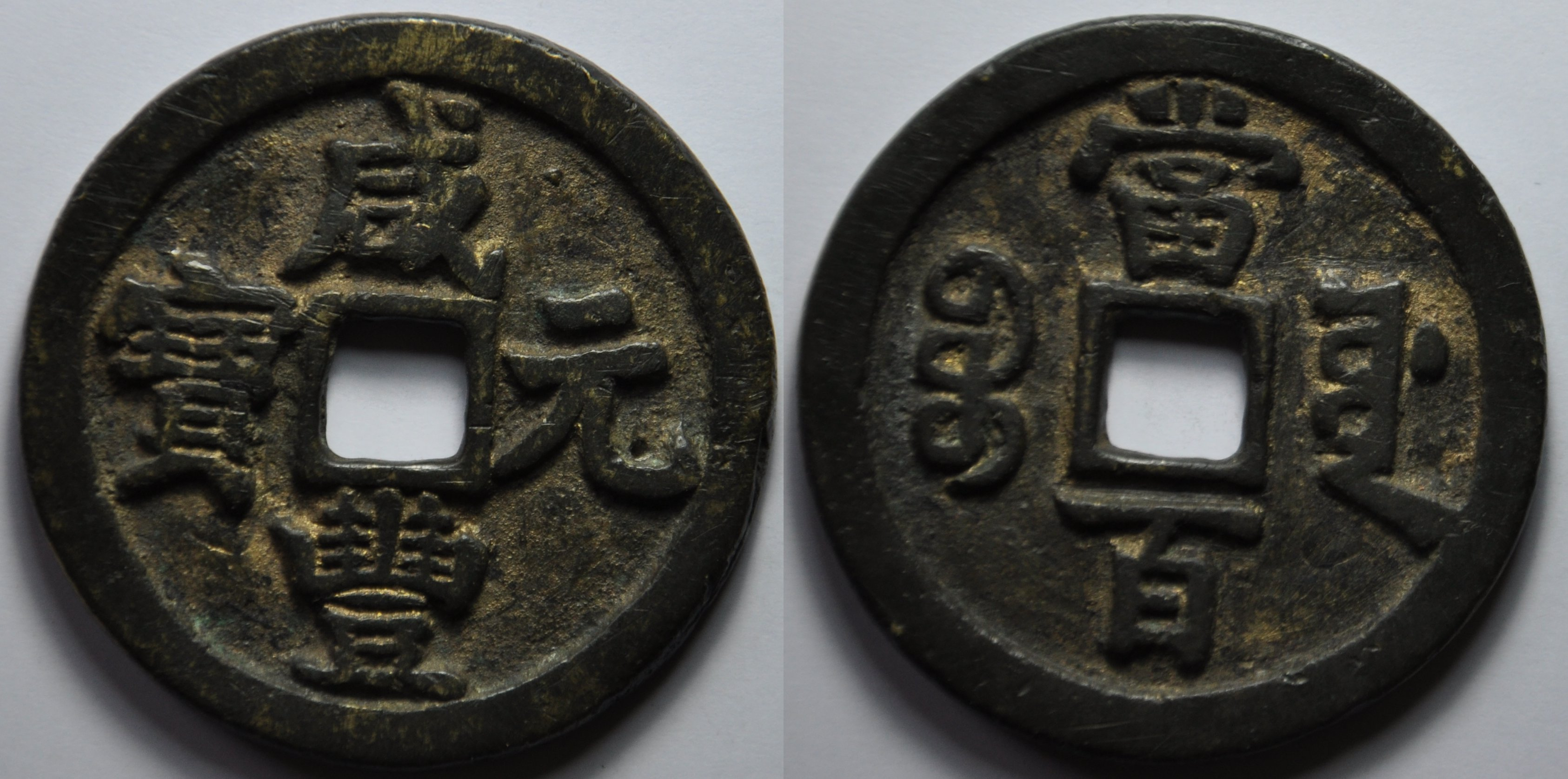
宝源局咸丰元宝当百

清代晚期，中国白银大量外流，银钱比价飞涨。清代初年，每两白银可抵制钱一千文左右，而咸丰帝登基前银价已经涨到了一两抵二千三百文。同时，为了应对太平天国叛乱，清政府军费激增；而政府以往倚重的云南铜料因道路阻隔而中断，造成铸钱原料不足。为了解决货币不足的问题，清政府决定发行虚值大钱，继而发行铁钱、铅钱、宝钞和官票。咸丰大钱的流通并不顺畅，而且由于一再减重，同一币值的咸丰钱往往重量悬殊，甚至出现了轻重倒置的现象。当千和当五百两种大面额制钱从开始发行的咸丰三年十一月到废止的咸丰四年七月，仅通行了八个月:前言:X3。咸丰朝制钱币值主要有小平、当五、当十、当五十、当百、当五百和当千七种，其中小平钱的面文是“咸丰通宝”，当五、当十和当五十的是“咸丰重宝”，当百、当五百和当千的是“咸丰元宝”。少数钱局还铸有当二、当四、当八、当二十、当三十、当四十、当八十等币值。咸丰三年五月，始铸当十大钱，重六钱；八月增加当五十，重一两八钱；十一月增加当百、当五百和当千，当百重一两四钱，当五百重一两六钱，当千重二两；同时当五十减重为一两二钱，当十减为四钱四分，又减为三钱五分，再减为二钱六分:前言:3。咸丰朝制钱背文一般都带有记局文字，大钱有记值文字，有些背文还带有记重文字。背文的三种文字又拥有众多不同的分类：记局文字有纯满文的、满汉文的和满维文的三种；记值文字存在是否带有“当”字的区别以及数字横读与竖读的区别；记重文字的位置有是肉是缘的区别:X4。

## 备注
1. ↑  在中国钱币学领域，大钱还有其他含义，见大钱 (消歧义)